# Bimoismo

Un símbolo utilizado para representar el bimoismo

El bimoismo (en chino: 毕摩教, en chino: Bìmójiào,Yi:ꀘꂾ) es la religión tradicional de la etnia Yi, el grupo étnico más numeroso en Yunan después de los Han. Toma su nombre de los bimo, chamanes-sacerdotes que actúan como maestros del idioma Yi, llevando distintivas túnicas negras y grandes sombreros.
Desde la década de 1980, al relajarse las restricciones religiosas en China, el bimoismo ha experimentado una revitalización. En 1996, se fundó el Centro de Investigaciones sobre la Cultura Bimo.  A comienzos de la década de 2010, el gobierno de China empezó a fomentar el bimoismo a través de la construcción de templos y complejos ceremoniales.

## Sacerdocio

### Los sacerdotesbimo
Los bimo, considerados previamente por el gobierno como elementos tradicionalistas que impedian la construcción de un estado socialista han pasado a ser considerados como repositorios de la cultura Yi. Organizan anualmente el Festival de las Antorchas.

### Los sacerdotes suni
El biomosimo Nosu, religión Nosu o simplemente Nosu, es un subgrupo de los Yi que distinguen dos tipos de chamanes: los hereditarios (bimo) y los ordenados (suni). Se puede logar el estatus de bimo por linaje patrilineal tras haber realizado un aprendizaje o aceptando a un bimo como maestro. Un suni tiene que ser elegido. Generalmente, un suni sólo puede ser de nacimiento humilde mientras que bimo puede provenir tanto de familias aristocráticas como humildes.
Un bimo puede leer las escrituras Yi mientras suni no puede. Ambos pueden realizar rituales, pero solo los bimo pueden realizar aquellos relacionados con la muerta. Normalmente los suni se limitan a realizar exorcismos en caso de enfermedad.

## Características
Los Yi adoran a antepasados deificados de forma parecida a otras religiones tradicionales chinas, además de dioses de la naturaleza: fuego, cerros, árboles, rocas, agua, tierra, cielo, viento, y bosques. Creen en malos espíritus que causan enfermedades, malas cosechas y otras desgracias y habitan todas las cosas  materiales. También creen en múltiples almas. Al morir, un alma se queda en la tumba mientras que otra se reencarna en otra forma viviente.
Los bimo ofician en nacimientos, funerales, bodas y festivos. Son a menudo vistos en las calles que consultando escrituras antiguas.  Los rituales juegan una función importante en la vida diaria con actividades como curaciones y exorcismos, bendiciones, adivinaciones. Creen que los dragones (símbolos de creación) protege los pueblos contra los malos espíritus. El dragón de las creencias Yi está representado en el arte Yi de manera diferente al arte Han. Después de una muerte se sacrifica un cerdo u oveja en el umbral para mantener la relación con el espíritu del difunto.